# Journey to Atlantis (SeaWorld San Antonio)
Journey to Atlantis im SeaWorld San Antonio (San Antonio, Texas, USA) ist eine Wasserachterbahn vom Modell SuperSplash des Herstellers Mack Rides, die am 11. Mai 2007 eröffnet wurde.
Im Gegensatz zu den beiden anderen Journey to Atlantis-Versionen in der SeaWorld Orlando und in der SeaWorld San Diego, ist sie keine Achterbahn vom Modell Water Coaster des Herstellers, sondern vom Modell SuperSplash. Sie besitzt einen 30,5 m hohen Lifthill sowie zwei Drehplattformen für die Wagen. Zwischen den beiden Drehplattformen fahren die Wagen rückwärts.

## Wagen
Journey to Atlantis besitzt einzelne Wagen. In jedem Wagen können 16 Personen (vier Reihen à vier Personen) Platz nehmen. Die Fahrgäste müssen mindestens 1,07 m groß sein, um mitfahren zu dürfen.